# Duygu
Duygu  è un nome proprio di persona turco maschile e femminile.

## Origine e diffusione
Il nome riprende il sostantivo turco duygu, che significa "emozione", "sensazione".
Il nome, diffuso prevalentemente al femminile, ha raggiunto la massima popolarità tra la fine degli anni ottanta e l'inizio degli anni novanta.

## Onomastico
Il nome Duygu è adespota, quindi l'onomastico cade il 1º novembre, giorno di Ognissanti.

## Persone

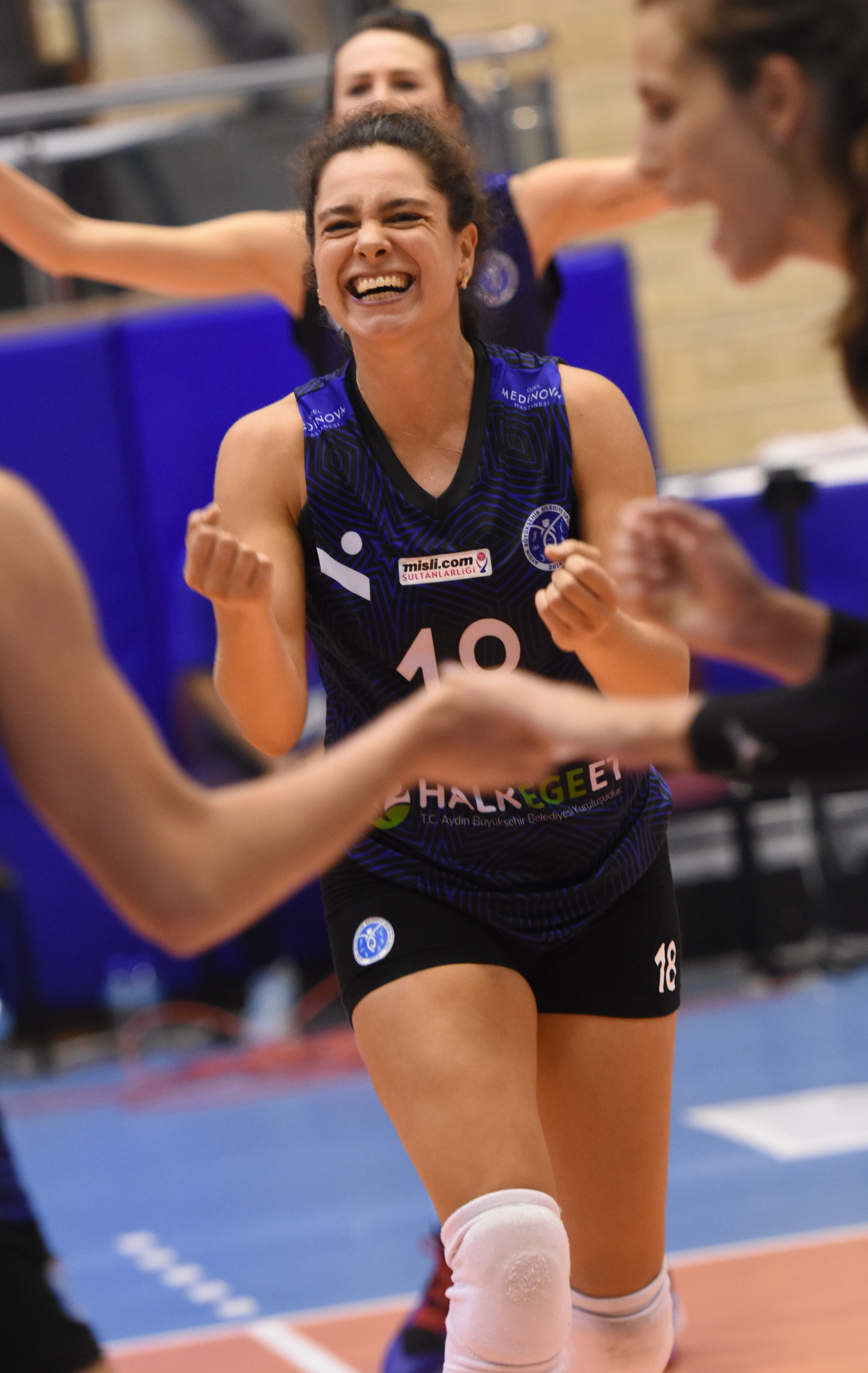
Duygu Düzceler

- Duygu Bal, pallavolista turca
- Duygu Düzceler, pallavolista turca